# Bolovăniș (Trotuș)
Il fiume Bolovăniș  è un affluente del fiume Trotuș in Romania.